# Aposematism

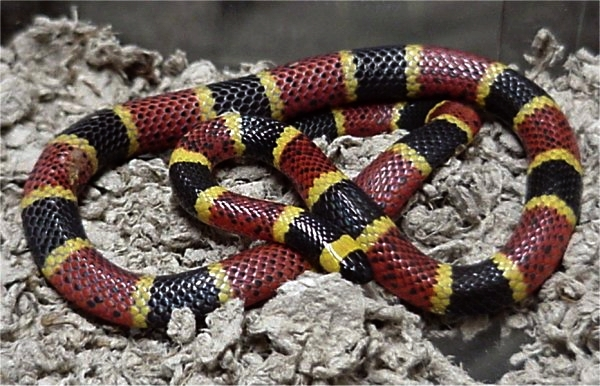
Korallormen Micrurus tener med skarpa varningsfärger.

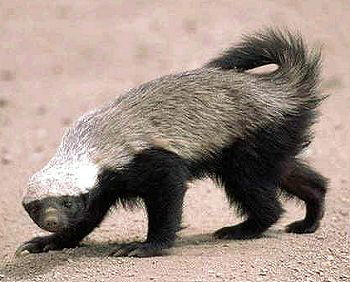
Honungsgrävlingens omvända motskuggning signalerar dess försvarsförmåga, med aggressivt temperament och vassa tänder och klor, till rovdjur i omgivningen.

Aposematism är ett slags adaptiv färgteckning, där en art genom sitt utseende visar upp sina farliga egenskaper för att skrämma bort predatorer. Det kan förutom färger vara frågan om ljud, odörer, eller annat som är lätt igenkännbart. Varningsfärger, som till exempel getingars svart- och gulrandiga bakkropp, eller korallormens färgglada ränder i bilden här bredvid, är tydliga exempel.  
Att vara giftig eller osmaklig kan vara ett bra försvar för en växt eller ett djur, men bara om rovdjur faktiskt låter bli att äta en.  Aposematiska signaler förvarnar rovdjur om att den här varelsen inte är lönt att ge sig på, så att den får vara ifred. 
Till exempel pilgiftsgrodans skinn är giftigt, och dessa grodor har också bjärta färger, till skillnad från de flesta grodors brungröna kamouflagefärger.  Andra aposematiska djur som nyckelpigor avsöndrar en gul vätska som är giftig och smakar beskt. Fiender lär sig att de röd- och svartprickiga täckvingarna betyder otäck smak och undviker nyckelpigorna. 

## Etymologi
Begreppet aposematism lanserades av den engelske zoologen Edward Bagnall Poulton i boken The Colours of Animals (1890) för den brittiske naturhistorikern Alfred Russel Wallaces beskrivningar kring varningsfärger hos djur. Han utgick från grekiskans ἀπό apo iväg eller bort och ση̑μα sēma tecken, med avseende på tecken eller signaler som är till för att varna andra djur.

## Müllers mimikry
Aposematism är vanligt förekommande inom Müllers mimikry, där arter med starkt försvar utvecklar en likhet med varandra. Det underlättar inlärning för rovdjuren om dessa aposematiska signaler liknar varandra. Därför gynnas utvecklingen av signaler som liknar en redan etablerad signal hos någon annan art. På det viset kommer många olika arter som är osmakliga att likna varandra visuellt. Genom den delade likheten blir kostnaden för respektive art mindre, innan predatorerna lärt sig känna igen signalerna. När en sådan signal är tillräckligt spridd kan den också gynna utvecklingen av mimikry hos ofarliga arter.